# جائزة أولوف بالمه
جائزة أولوف بالمه هي جائزة سنوية تعطى لمن حقق عملا ما يتناسق مع روح سياسة أولوف بالمه.

## وصلات خارجية
- مؤسسة أولوف بالمه
- كل الفائزين